# First Division (Seychelles)
La First Division  è la massima divisione calcistica delle Seychelles, istituita nel 1979.

## Albo d'oro
- 1979:  St. Louis Suns Utd
- 1980:  St. Louis Suns Utd
- 1981:  St. Louis Suns Utd
- 1982:  Mont Fleuri
- 1983:  St. Louis Suns Utd
- 1984:  Mont Fleuri
- 1985:  St. Louis Suns Utd
- 1986:  St. Louis Suns Utd
- 1987:  St. Louis Suns Utd
- 1988:  St. Louis Suns Utd
- 1989:  St. Louis Suns Utd
- 1990:  St. Louis Suns Utd
- 1991:  St. Louis Suns Utd
- 1992:  St. Louis Suns Utd
- 1993: non disputato
- 1994:  St. Louis Suns Utd
- 1995:  St. Louis Suns Utd
- 1996:  Saint-Michel United
- 1997:  Saint-Michel United
- 1998:  Red Star
- 1999:  Saint-Michel United
- 2000:  Saint-Michel United
- 2001:  Red Star
- 2002:  La Passe e  Saint-Michel United (doppio titolo)
- 2003:  Saint-Michel United
- 2004:  La Passe
- 2005:  La Passe
- 2006:  Anse Réunion
- 2007:  Saint-Michel United
- 2008:  Saint-Michel United
- 2009:  La Passe
- 2010:  Saint-Michel United
- 2011:  Saint-Michel United
- 2012:  Saint-Michel United
- 2013:  Côte d'Or
- 2014:  Saint-Michel United
- 2015:  Saint-Michel United
- 2016:  Côte d'Or
- 2017:  St. Louis Suns Utd
- 2018:  Côte d'Or
- 2019: nessun campionato ufficiale
- 2019-2020:  Foresters
- 2020-2021: cancellata
- 2021-2022:  La Passe
- 2022-2023:  Foresters
- 2023-2024:  St. Louis Suns Utd
- 2024-2025:  Côte d'Or

## Vittorie per squadra
| Squadra                | Città         | Vittorie | Anni                                                                                           |
| ---------------------- | ------------- | -------- | ---------------------------------------------------------------------------------------------- |
| St. Louis Suns Utd (*) | Victoria      | 16       | 1979, 1980, 1981, 1983, 1985, 1986, 1987, 1988, 1989, 1990, 1991, 1992, 1994, 1995, 2017, 2024 |
| Saint-Michel United    | Roche Caiman  | 13       | 1996, 1997, 1999, 2000, 2002, 2003, 2007, 2008, 2010, 2011, 2012, 2014, 2015                   |
| La Passe               | La Passe      | 5        | 2002, 2004, 2005, 2009, 2022                                                                   |
| Côte d'Or              | Praslin       | 4        | 2013, 2016, 2018, 2025                                                                         |
| Mont Fleuri            | Victoria      | 2        | 1982, 1984                                                                                     |
| Red Star               | Anse-aux-Pins | 2        | 1998, 2001                                                                                     |
| Foresters              | Mont Fleuri   | 2        | 2019-2020, 2023                                                                                |
| Anse Réunion           | Anse Réunion  | 1        | 2006                                                                                           |

(*) I titoli vinti dal  St. Louis Suns Utd includono quelli vinti come Saint-Louis FC e Sunshine FC.

## Capocannonieri
| Anno | Capocannoniere | Squadra                            | Reti |
| 2003 | Philip Zialor  | Saint-Michel United                |      |
| 2006 | Yelvanny Rose  | Anse Réunion                       | 13   |
| 2008 | Philip Zialor  | Saint-Michel United                | 22   |
| 2009 | Philip Zialor  | Saint-Michel United & Anse Réunion | 19   |
| 2010 | Wilnes Brutus  | Saint-Michel United                | 16   |
| 2011 | Yelvanny Rose  | La Passe                           | 11   |